# John Nicolson
John MacKenzie Nicolson (sinh ngày 23 tháng 6 năm 1961) là một nhà báo, phát thanh viên và chính khách người Scotland của Đảng Dân tộc Scotland (SNP).
Kể từ tổng tuyển cử năm 2019, Nicolson đã trở thành Nghị sĩ Quốc hội (MP) của SNP cho Ochil and South Perthshire. Ông trước đây là nghị sĩ của East Dunbartonshire, đã được bầu tại tổng tuyển cử năm 2015, và bị đánh bại tại cuộc tổng tuyển cử năm 2017.
Năm 2015, Nicolson được bổ nhiệm làm người phát ngôn của băng ghế dự bị SNP về Văn hóa, Truyền thông và Thể thao tại Hạ viện và bầu một thành viên của Ủy ban Lựa chọn Văn hóa, Truyền thông và Thể thao của Hạ viện. Sau cuộc bầu cử lại vào năm 2019, MP John Nicolson đã được bổ nhiệm vào Đội Frontbench của Ian Blackford với tư cách là Ngoại trưởng Bóng tối SNP về Kỹ thuật số, Văn hóa, Truyền thông và Thể thao. Nicolson cũng trở lại với tư cách là thành viên của Ủy ban Kỹ thuật, Văn hóa, Truyền thông và Thể thao của Hạ viện.

## Đời tư
Năm 1999, khi ông là người dẫn chương trình cho BBC Breakfast, Nicolson công khai là người đồng tính trên nhiều tờ báo khác nhau. Ông là người dẫn chương trình truyền hình mạng BBC đầu tiên làm như vậy.
Ông nói với Hạ viện rằng mặc dù quyết định này rất khó khăn và không được các ông chủ của ông ở BBC hoan nghênh, những người không ủng hộ, ông rất vui vì ông đã đưa ra.  "Tôi đã mất dấu số người đã nói với tôi sau đó rằng khi tôi xuất hiện trên báo họ đã nói với bố mẹ họ. Những đứa trẻ đồng tính nên có hình mẫu. Họ nên biết rằng việc đồng tính không ngăn cản bạn làm bất cứ điều gì  như một người trưởng thành."
Nicholson sống với người bạn đời lâu năm Juliano Zini.